# Бронзовая кукушка
Бронзовая кукушка, или дидрик (лат. Chrysococcyx caprius) — вид птиц семейства кукушковых, обитающий в Африке.

## Описание
Длина тела составляет примерно 19 см. Оперение самца сверху блестяще-зелёного цвета, на крыльях имеются белые полосы. Глаза красные, бровь белая. Грудь также белая, в то время как боковые стороны зеленоватые. Сильно выражен половой диморфизм. Оперение самки сверху блестяще-коричневого цвета, боковые стороны коричневые.
Название дидрик указывает на песню бронзовой кукушки («де-де-де-де-дерик»).

## Распространение
Бронзовая кукушка обитает в тропической Африке круглогодично на территории вдоль Гвинейского залива до Эфиопии, а также до Демократической Республики Конго и Танзании. В остальной южной части Африки, а также вдоль Сахеля, бронзовая кукушка встречается только во время сезона гнездования. Следующая область гнездования находится у границы Йемена и Омана.

## Образ жизни
Бронзовая кукушка имеет множество различных местообитаний. Её можно встретить как в вечнозелёных и сухих лесах, открытых саваннах, так и во влажных областях. Кроме того, она населяет антропогенные ландшафты, такие как сады и плантации. Питание состоит, преимущественно, из насекомых, чаще гусениц, которых птицы находят на листья или на земле. Реже потребляются семена. 

### Гнездовой паразитизм
Птица является гнездовым паразитом. Она подкладывает по одному яйцу, главным образом, в гнёзда ткачиковых, особенно часто к большому масковому ткачу и бархатным ткачам рода Euplectes. Например, среди её гнездовых хозяев был зарегистрирован краснозобый бархатный ткач (Euplectes ardens). Несмотря на гнездовой паразитизм, самец частично сам выкармливает молодых птиц. Причины этого не известны.